# Natural Another One 2nd -Belladonna-
《Natural Another One 2nd -Belladonna-》是由DreamSoft於2005年10月28日發售的戀愛冒險類型成人遊戲，Natural系列的作品之一。

## 故事
風早草平從八千草鐵男得知前女友八千草樹將要繼承鐵男父親八千草隆三的遺產，為此提供10億的報酬請草平在一個月內說服樹拋棄繼承並且找出她的藥方手冊，草平接受委託後便以家教身份來到山林中的豪宅「洋花樓」。

## 角色
風早草平
本作男主角，聖環大學的學生，擁有讀取別人心思的能力。
八千草樹（-{八千草 樹
（やちぐさ いつき）}-，聲優：かわしまりの））
身高：162CM，三圍：97/62/87，生日：12月3日，血型：B型
草平的前女友，八千草隆三的遺孀，八千草製藥的繼承人，舊姓安岐夜。
八千草響果（-{八千草 響果
（やちぐさ きょうか）　}-，聲優：中家志穂））
身高：152CM，三圍：76/50/73，生日：3月24日，血型：AB型
隆三與前妻所生的女兒，與蜜音是雙胞胎姊妹，小時候與蜜音目擊母親遭吊死而失去發聲能力。
八千草蜜音（-{八千草 蜜音
（やちぐさ みつね）　}-，聲優：中家菜穗））
身高：152CM，三圍：76/50/73，生日：3月24日，血型：AB型
響果的妹妹，小時候目擊母親吊死導致在明亮環境時會暫時失明。
硯碧葉（-{硯 碧葉
（すずり あおば）}-，聲優：風音））
身高：163CM，三圍：100/55/83，生日：7月19日，血型：A型
服侍八千草家的女僕。
月原美園（-{月原 美園
（つきはら みその）}-，聲優：吉川華生））
身高：165CM，三圍：115/61/90，生日：10月23日，血型：O型
草平的學姊兼奴隸。

## 主題曲
片頭曲「ベラドンナ -Atoropa belladonna-」
作詞：reico，作曲：HAJIMEX、reico，主唱：MAKI
片尾曲
作詞、作曲：reico，編曲：Yoshito Hata，主唱：Rie

## 外部連結
- 官方網站（日語）